# 가룡
가룡(賈龍, ? ~ 191년)은 중국 후한 말 익주의 호족으로 촉군 사람이다. 독자 정권을 도모하는 익주목 유언에 맞섰다가 패사하였다.

## 생애
익주에서 종사(從事)로 근무하였다. 188년(중평 5년) 익주자사 극검(郤儉)의 실정 끝에 마상(馬相)과 조지(趙祗) 등이 광한군 면죽현(綿竹縣)에서 스스로 황건적이라 칭하며 부역에 시달리던 이들을 모으니 하루 이틀 만에 수천 명이 되었다. 면죽현령 이승(李升)을 죽이자 만여 명으로 불어났고, 그 기세로 주의 치소인 낙현(雒縣)으로 쳐들어가 극검의 목숨을 빼앗았으며 열흘에서 한 달 사이에 촉군과 건위군까지 함락하였다. 그 세력이 십여 만명에 이르러 마상은 스스로 천자라 칭하였으며 파군도 공략해 그 군수 조부(趙部)를 죽였다. 이에 가룡이 천 명을 규합하여 마상을 공격하였고, 며칠 만에 격파함으로써 난을 평정하였다. 마침 익주목으로 부임한 유언을 영접하여 교위(校尉)에 임명되었다.
유언은 남양과 삼보 등지에서 유입된 수만 가를 친위 세력화하여 동주병(東州兵) 내지 동주사(東州士)라 부르는 한편 유력 호족인 파군태수 왕함(王咸), 임공현장(臨邛縣長) 이권(李權) 등 십여 명을 숙청하며 권력을 다졌다. 191년(초평 2년) 가룡과 건위태수 임기(任岐), 종사 진초(陳超)는 한나라와 엇나가는 유언에 반발하여 무기를 들었으나 동주인들의 반격에 부딪혀 패사하였다.

## 참고 문헌
- 《삼국지》31권 촉서 제1 유언
- 《후한서》75권 열전 제65 유언